# 蒋村镇 (安阳县)
蒋村镇，是中华人民共和国河南省安陽市安阳县下辖的一个乡镇级行政单位。

## 行政区划
蒋村镇下辖以下地区：
西蒋村、东蒋村、四合村、张屯村、王庄村、灵药村、辉泉村、何坟村、小坟村、东石村、李庄村、西石村、水浴村、大堰村、柿园村、侯凹村、张庄村、双全村、石涧村、刘贾店村、黄贾店村、李贾店村、张贾店村和高喻村。